# Деже Бунджак
Деже Бунджак (угор. Bundzsák Dezső, 3 травня 1928, Кішкунгалаш — 1 жовтня 2010, Будапешт) — угорський футболіст, що грав на позиції нападника за клуб «Вашаш», а також національну збірну Угорщини. По завершенні ігрової кар'єри — тренер.
Триразовий чемпіон Угорщини. Триразовий володар Кубка Мітропи.

## Клубна кар'єра
У футболі дебютував 1950 року виступами за команду «Вашаш», кольори якої і захищав протягом усієї своєї кар'єри гравця, що тривала цілих п'ятнадцять років. За цей час тричі виборював титул чемпіона Угорщини.

## Виступи за збірну
1956 року дебютував в офіційних матчах у складі національної збірної Угорщини. Протягом кар'єри у національній команді провів у її формі 25 матчів, забивши 1 гол.
У складі збірної був учасником чемпіонату світу 1958 року у Швеції, де зіграв проти Уельса (1-1) і (1-2 у переграванні) і господарів (1-2).

## Кар'єра тренера
Розпочав тренерську кар'єру невдовзі по завершенні кар'єри гравця, 1966 року, очоливши тренерський штаб клубу «Пієрікос».
1968 року став головним тренером команди «Паніоніос», тренував клуб з Неа-Смірні два роки.
Згодом протягом 1979—1980 років очолював тренерський штаб національної збірної Єгипту.
1980 року прийняв пропозицію попрацювати у клубі «Вашаш». Залишив клуб з Будапешта 1982 року.
Протягом тренерської кар'єри також очолював команди «Аполлон», Шегед, «Фешпед Салліток», «Дьєр-DAC», «Гьєд», «Балашшадьярмат», «Дьєндьєши» та молодіжну збірну Ірану.
Останнім місцем тренерської роботи була жіноча збірна Угорщини, головним тренером команди якої Деже Бунджак був з 1995 по 1996 рік.
Помер 1 жовтня 2010 року на 83-му році життя у місті Будапешт.

## Титули і досягнення

### Командні
- Чемпіон Угорщини (3):

«Вашаш»: 1957, 1960–1961, 1961–1962
- Володар Кубка Мітропи (3):

«Вашаш»: 1956, 1957, 1962

### Особисті
- Найкращий бомбардир Кубка Мітропи 1957: (5)
- Футболіст року в Угорщині: 1957